# Mhère
Mhère ist eine französische Gemeinde mit 229 Einwohnern (Stand: 1. Januar 2022) im Département Nièvre in der Region Bourgogne-Franche-Comté. Sie gehört zum Arrondissement Clamecy und zum Kanton Corbigny. Die Einwohner werden Mhèrois genannt.

## Geographie
Mhère liegt etwa 65 Kilometer ostnordöstlich von Nevers am Rande des Morvan. Umgeben wird Mhère von den Nachbargemeinden von Gâcogne im Norden und Nordosten, Ouroux-en-Morvan im Osten, Montigny-en-Morvan im Süden, Montreuillon im Südwesten und Westen sowie Vauclaix im Westen und Nordwesten.

## Bevölkerungsentwicklung
| Jahr                       | 1962 | 1968 | 1975 | 1982 | 1990 | 1999 | 2006 | 2011 | 2020 |
| Einwohner                  | 497  | 404  | 376  | 341  | 310  | 279  | 198  | 217  | 230  |
| Quellen: Cassini und INSEE |      |      |      |      |      |      |      |      |      |

## Sehenswürdigkeiten

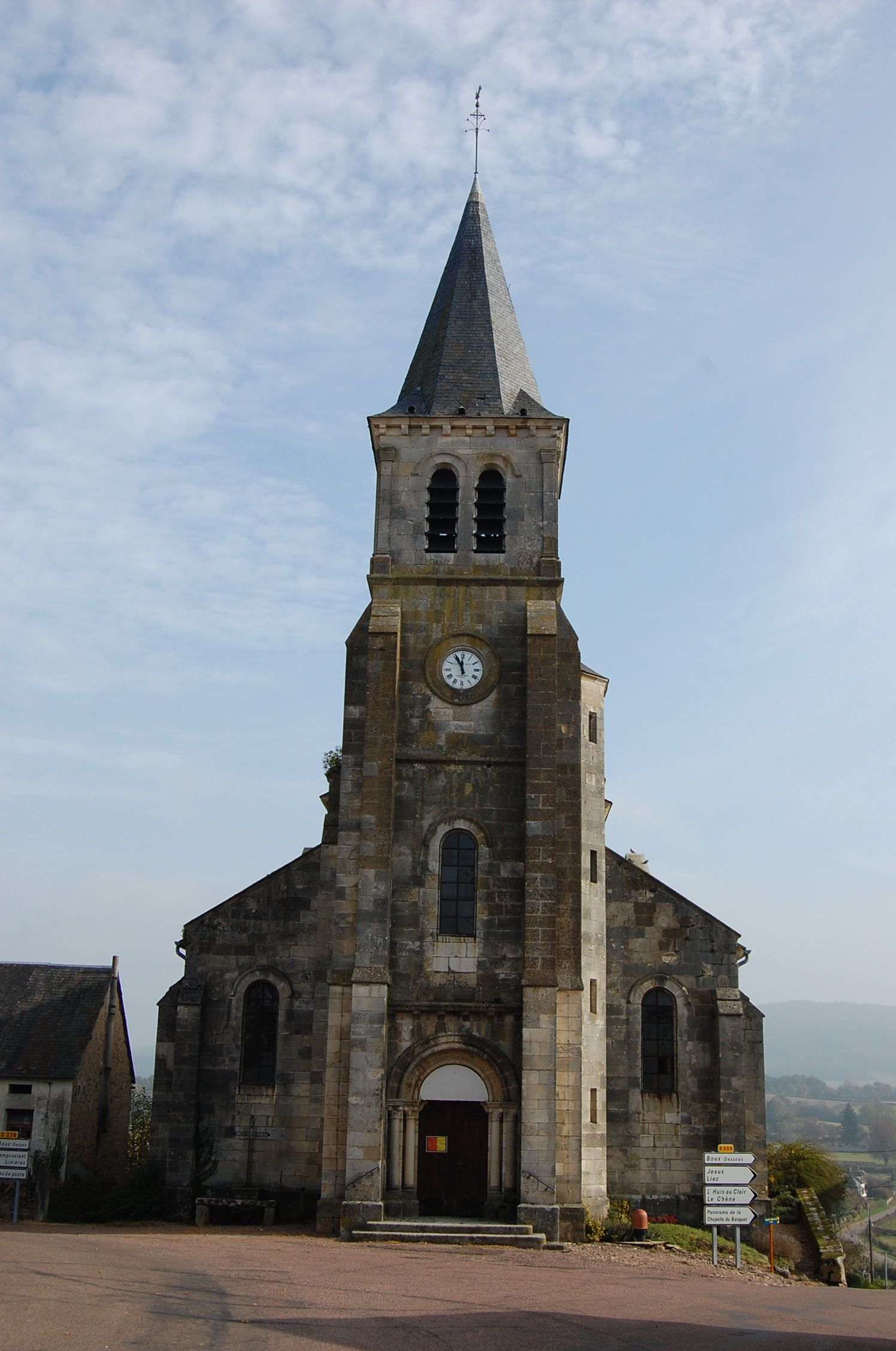
Kirche Saint-Germain
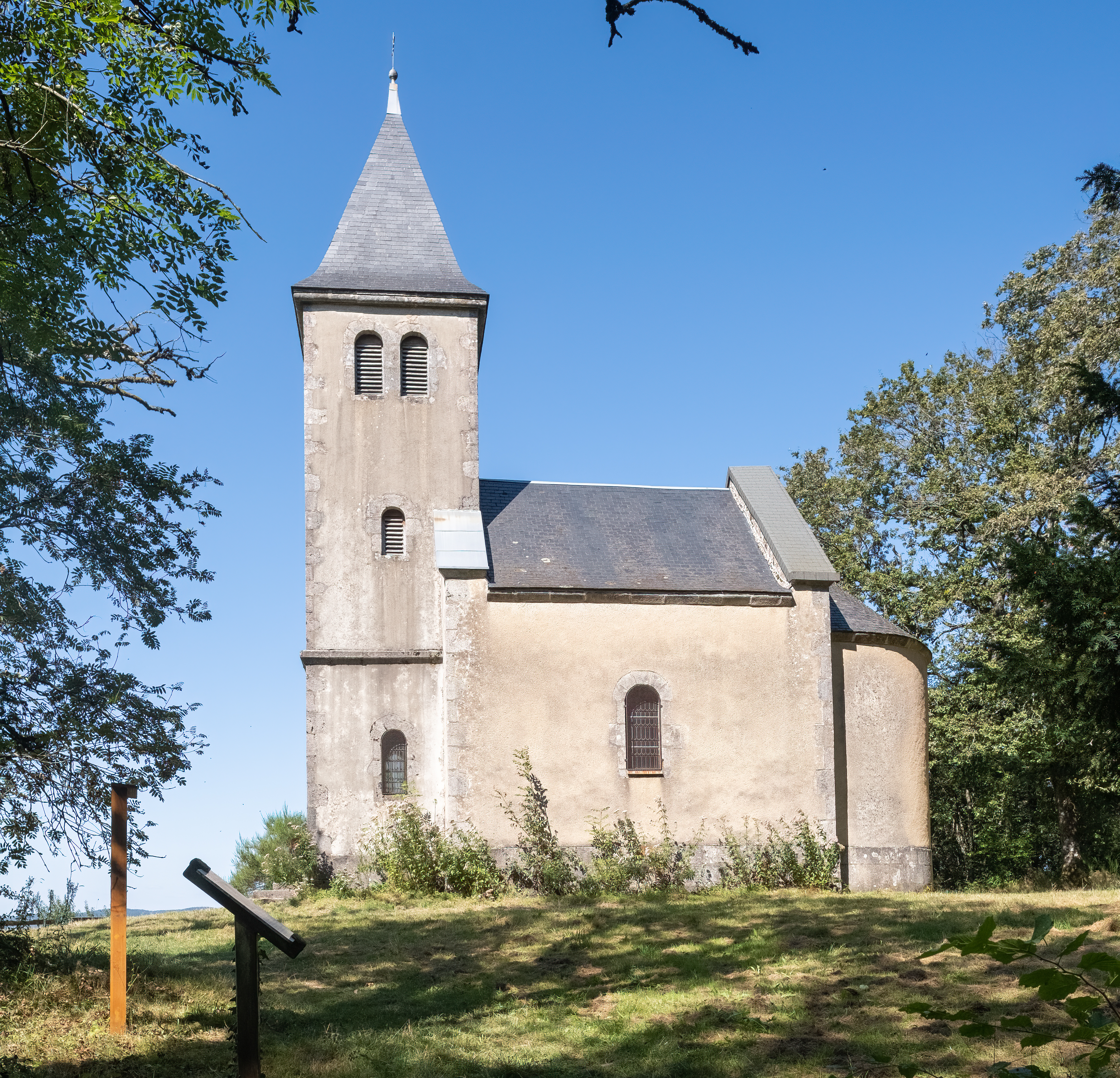
Kapelle Notre-Dame du Morvan von 1858 im Ortsteil Bois du Banquet
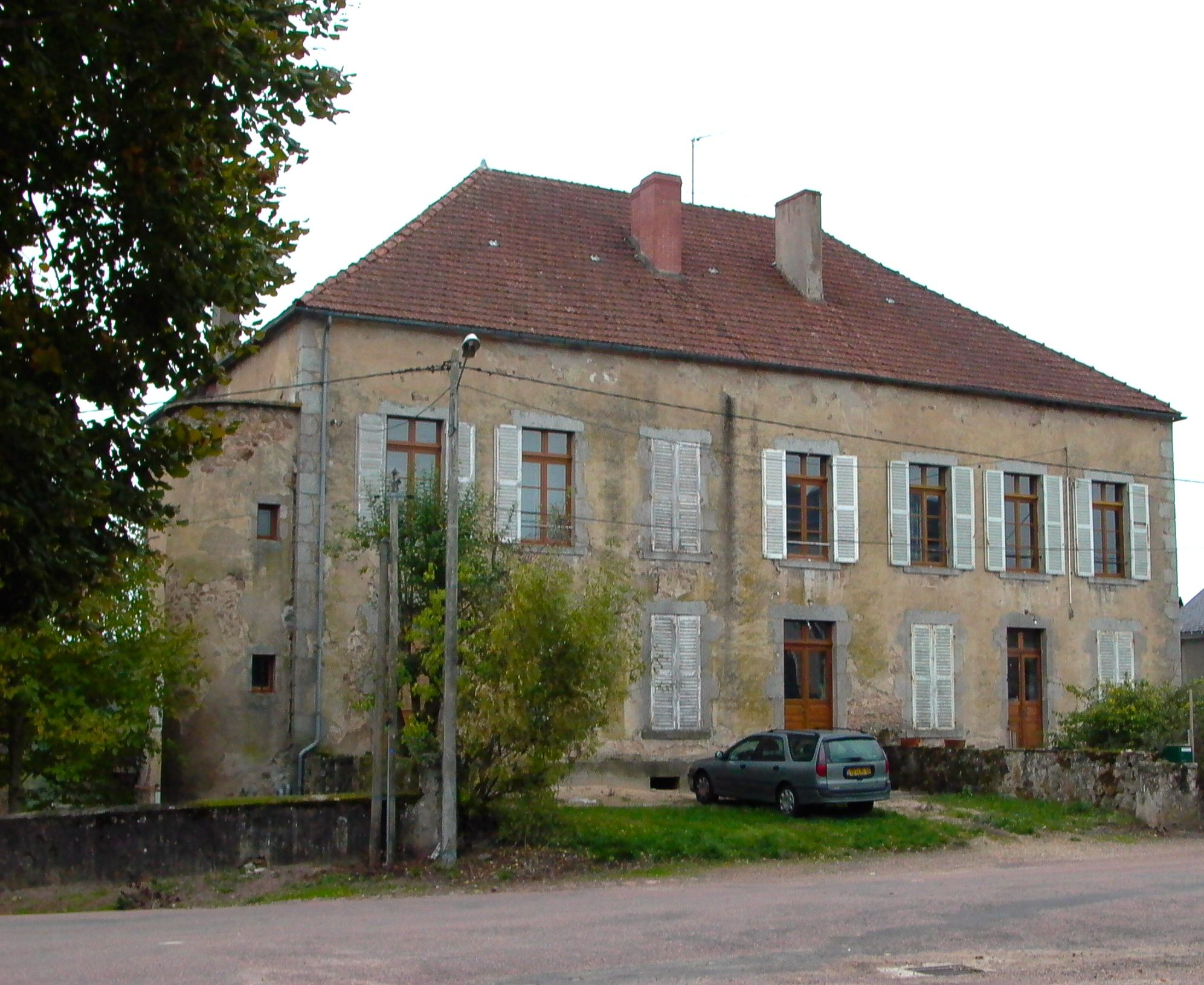
Schloss Mhère

- Kirche Saint-Germain
- Kapelle Notre-Dame
- Schloss